# Estación Rivadeo
Rivadeo es una estación ferroviaria ubicada en el paraje rural del mismo nombre, Partido de Puan, Provincia de Buenos Aires, Argentina.

## Servicios
Es una estación del ramal perteneciente al Ferrocarril General Roca, desde la Estación Villa Iris hasta el Empalme Piedra Echada. En la actualidad, no presta servicios de pasajeros, sólo corren trenes de cargas de la empresa que opera esta estación, FEPSA.